# Achiroides leucorhynchos
Achiroides leucorhynchos és un peix teleosti de la família dels soleids i de l'ordre dels pleuronectiformes.

## Distribució geogràfica
Es troba des de les costes de Tailàndia fins a les d'Indonèsia.

## Úsgastronòmic
Es comercialitza exclusivament fresc.